# Dies ist keine Erzählung

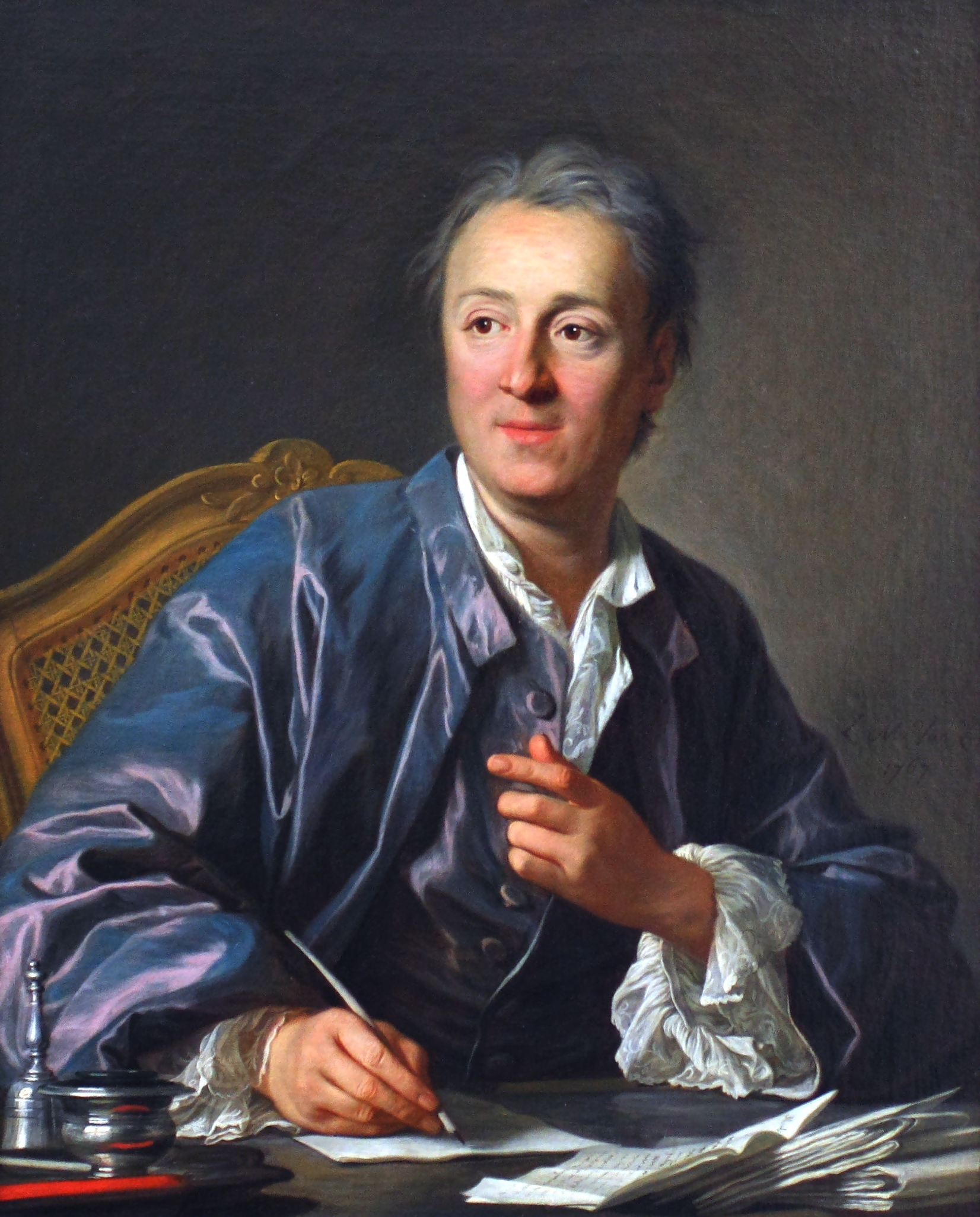
Porträt Denis Diderots (1767)

Dies ist keine Erzählung (französischer Originaltitel: Ceci n’est pas un conte) ist eine Erzählung des französischen Philosophen, Enzyklopädisten und Schriftstellers Denis Diderot.

## Allgemeines
Zusammen mit Madame de La Carlière und Supplément au voyage Bougainville gehört die Erzählung zu einer dreiteiligen Gruppe „Moralischer Geschichten“, die Diderot 1772 zusammengestellt und abgeschlossen hatte. „Moralisch“ ist im Sprachgebrauch des 18. Jahrhunderts nicht im Sinne einer allgemeinen Sittenlehre zu verstehen, sondern als „moralistisches Interesse des Autors an menschlichen Charakteren und ihrem Verhalten in bestimmten, oft moralkasuistisch zugespitzten Situationen des Lebens.“
Diderot hatte den Abschluss der drei kleinen Dialogerzählungen seinem Freund Melchior Grimm in einem Brief vom 23. September 1772 mitgeteilt, der einen gekürzten Text 1773 in seine Correspondance littéraire aufnahm. Vollständig publiziert wurde die Erzählung erstmals in der von Naigeon herausgegebenen Werkausgabe Diderots von 1798.

## Inhalt
Die Erzählung besteht aus zwei Teilen, die sich ergänzen, obwohl sie scheinbar voneinander unabhängig sind: Exemplarisch dargestellt wird die These des Erzählers, „daß nämlich Mann und Frau zwei äußerst bösartige Tiere sind.“ Protagonisten des ersten Teils sind dabei fiktive Personen, die Beteiligten der zweiten Geschichte, unter ihnen Diderot selbst, sind historisch.
Im ersten Teil verliebt sich der arme, aber ehrenhafte Provinzler Tanié in eine Pariser Kurtisane, Mme Reymer, der es an wohlhabenden Verehrern nicht mangelt. Sie führt ihn am Gängelband und nimmt ihn nach Kräften aus. Finanziell ruiniert, entschließt er sich, in die Kolonien auszuwandern, um ein Vermögen zu machen. Er gesteht ihr zwar zu, einen neuen Verehrer zu nehmen, nimmt ihr aber das Versprechen ab, keine Ehe einzugehen, sondern auf ihn zu warten.
In San Domingo wird er ein erfolgreicher Geschäftsmann, er unterstützt sie regelmäßig mit Geld und kehrt zehn Jahre später als reicher Mann nach Paris zurück. Ihr selbst ist es in der Zwischenzeit gelungen, unter Mitwirkung einer stattlichen Reihe von Liebhabern ein beachtliches Vermögen anzuhäufen, was sie ihm aber verheimlicht. Die beiden leben eine Weile in Frieden miteinander, allerdings klagt die Dame ständig über ihre angeblich karge finanzielle Lage und drängt ihn, eine lukrative Stelle in St. Petersburg anzunehmen. Er erkennt, dass in ihrer Beziehung nur das Geld eine Rolle spielt: „Da es Gold ist, das Sie lieben, soll ihnen Gold gebracht werden.“ Wehmütig und voll böser Vorahnungen nimmt er Abschied und stirbt drei Tage nach seiner Ankunft in St. Petersburg an einem Fieber.
Die Protagonisten der zweiten Geschichte sind historische Personen. Jean-Baptiste Gardeil war Mediziner, Naturwissenschaftler, Mathematiker und Mitglied mehrerer Wissenschaftsakademien. Seine Lebensgefährtin und wissenschaftliche Assistentin Mlle de la Chaux († 1755) hat als Erste ausgewählte Texte aus David Humes ökonomischen Schriften ins Französische übersetzt. Diderot hat mit ihr korrespondiert und war an der Entstehung und Redaktion ihrer Hume-Übersetzung beteiligt. Antoine Le Camus (1722–1772), der Arzt, war Verfasser medizinischer Werke, Übersetzer griechischer Literatur und mit Diderot gut bekannt.
Mlle de la Chaux ist die Hauptperson der Erzählung: Sie stammt aus einer wohlhabenden und angesehenen Familie, die sie wegen ihres Liebhabers Gardeil verlassen hat. Sie unterstützt Gardeil nicht nur finanziell und sorgt für seinen täglichen Komfort; um ihn bei der wissenschaftlichen Arbeit zu entlasten, lernt sie sogar nacheinander Englisch, Italienisch, Griechisch und Hebräisch. Schließlich nimmt sie ihm die Arbeit vollständig ab, damit er sich ausruhen und zerstreuen kann. Eines Tages eröffnet er ihr, dass er sie „satt“ hat. Von ihrem Geliebten, für den sie alles getan hat, verstoßen zu werden, nimmt ihrem Leben jeden Sinn. In ihrer Verzweiflung wendet sie sich an den Erzähler, der Zeuge der Kaltherzigkeit Gardeils wird. Sie wird krank, der Arzt Antoine Le Camus (1722–1772) kümmert sich hingebungsvoll um sie. Le Camus verliebt sich in seine Patientin. Diese fasst allmählich neuen Lebensmut, beginnt wieder zu schreiben, lehnt aber den Heiratsantrag Le Camus’ ab. Undankbar und kalt weist sie ihn ab, weil sie ihn nicht lieben kann, sondern immer noch Gardeil nachtrauert. Sie versäumt aus Schüchternheit oder Scham, eine finanzielle und berufliche Unterstützung durch Mme de Pompadour anzunehmen, und stirbt schließlich verarmt in einer Pariser Dachkammer.

## Über das Erzählen
Wie in Jacques der Fatalist ist ein Thema der Erzählung der Vorgang und der Sinn und Zweck des Erzählens selbst. Eingeführt wird ein Zuhörer, der die Rolle des Lesers spielt. Er unterbricht den Autor mit Fragen, auf die der Erzähler unter Umständen beleidigt reagiert, er stachelt ihn an endlich anzufangen, während der Erzähler nach Kräften seine Neugierde reizt und gleichzeitig allerhand Vorwände und Finten anbringt, um den Zuhörer abzulenken und auf die Folter zu spannen. Der Fortgang der Geschichte wird jeweils von Erzähler und Zuhörer, die zudem ein unterschiedliches Vorwissen über die betreffenden Ereignisse haben, kommentiert. So ist der Zuhörer einer der Nachfolger Taniés als Liebhaber von Mme Reymer, auch ihn hat sie um ein Vermögen erleichtert. Hier ist es nicht der Erzähler, der den Gesamtüberblick über die Geschichte hat, sondern in Umkehrung traditioneller Rollen fällt die Rolle des Allwissenden dem Zuhörer zu.

## Textausgaben
- Dies ist keine Erzählung. Übertr. von Raimund Rütten. In: Diderot: Das erzählerische Gesamtwerk. Hrsg. Von Hans Hinterhäuser. Bd. 4. 1987, ISBN 3-548-37145-0, S. 131–151.
- Volltext der Ausgabe Diderot. Œuvres complètes. Hrsg. Jules Assezat. Bd. 2. Paris 1985–77.